# Fertility and Sterility
Fertility and Sterility, abgekürzt Fertil. Steril., ist eine wissenschaftliche Fachzeitschrift, die vom Elsevier-Verlag veröffentlicht wird. Die Zeitschrift ist das offizielle Publikationsorgan der American Society for Reproductive Medicine und erscheint derzeit mit zwölf Ausgaben im Jahr. Es werden Arbeiten veröffentlicht, die sich mit Fragen der menschlichen Unfruchtbarkeit und Störungen im Bereich der Reproduktion beschäftigen.
Der Impact Factor lag im Jahr 2014 bei 4,59. Nach der Statistik des ISI Web of Knowledge wird das Journal mit diesem Impact Factor in der Kategorie Geburtshilfe und Gynäkologie an vierter Stelle von 79 Zeitschriften und in der Kategorie Reproduktionsbiologie an zweiter Stelle von 30 Zeitschriften geführt.